# David Rousset
David Rousset, född 18 januari 1912 i Roanne i Loire, död 13 december 1997 i Paris, var en fransk militant trotskist, författare och förintelseöverlevare. År 1946 tilldelades han Prix Renaudot för L'Univers concentrationnaire.